# 假面骑士 THE FIRST
《假面骑士 THE FIRST》（日语：仮面ライダー THE FIRST）是初代《假面骑士》的首部重拍電影作品，本片回归原点，讲述了本乡猛与一文字隼人对抗修卡组织的故事。
宣傳標語是：「繼承的是，靈魂」和「終於隨著時間出現，這就是『起源』！」

## 本作特色
作品展现给观众一种写实的风格，是一部具有现代风格、成人向的特摄作品，例如假面騎士的強化服取材自電單車皮衣，怪人的形象是穿著強化服的人類，三角戀的元素。
比起TV版，使用更多原作漫畫版有的元素。
例如：
- 變身時並不會大叫「變身」，而是身穿強化服時，戴上面罩
- 一文字本來是襲擊本鄉的刺客
- 眼鏡蛇怪人和蛇怪人在被改造前是分別名為「晴彥」和「美代子」的情侶。

## 劇情簡介
本鄉猛是城南大學，負責研究水的結晶的大學生。某日回家時的途中被修卡擄走改造成蝗蟲怪人並洗腦，變成他們的特務。起初沉溺於力量，但在一次任務，差點殺死矢野任務時，看見落下的雪花，恢復理智，擊退蜘蛛怪人。在矢野的屍體旁被明日香看見，所以誤以為他是兇手。回歸日常生活後，因為力量過大而對自己的存在感到迷惘。向機車師傅立花傾訴後，被教曉有失必有得的道理。
本鄉離開修卡後，知道明日香繼續追查會有生命危險，嘗試說服她放棄追查，但因為明日香的誤會導致她不願放棄。本鄉繼而選擇暗中保護她。

## 登場人物
本乡猛（本郷猛，黄川田将也飾）香港配音：羅偉傑
假面騎士1號的變身者，东京城南大学的高才生，負責研究水的結晶。某日在回家的途中被修卡掳走改造成了蝗虫怪人。起初沉溺于自己所获得的强大力量，後來在一次行动中看到正巧下起的雪花，恢复了理智。被明日香看見他在矢野的屍體旁，所以誤以為他殺死了矢野，但因為知道她有危險而選擇不辯解和暗中保護她。在她被蝙蝠怪人抓走後，與一文字一起闖進修卡的基地，雖然一度苦戰，一文字也準備逃走，但不願放棄，最終感動了一文字與他一起戰鬥，最後救走明日香。
認識明日香的契機是她採訪並寫了一篇水的結晶的報導。喜歡明日香，多次捨身救他，但她與自己一起會有危險，所以並沒有表明心意。
本作中並未被稱為1號，僅被稱為Hopper，即蝗蟲怪人。不需要定期換血也沒有排斥反應，被譽為改造的成功案例。
一文字隼人（一文字隼人，高野八誠飾）香港配音：李家傑
假面騎士2號的變身者，按照死神博士的想法“要打倒HOPPER就要使用HOPPER的力量”被改造成蝗虫怪人，接受了消灭叛徒本乡猛的使命。身世不明，喜歡明日香。因為明日香知道怪人的事，所以需要被滅口，不願她死亡而背叛修卡。
擁有與矢野一樣的容貌，但性格完全相反。
绿川明日香（緑川あすか，小嶺麗奈飾）香港配音：曾月娥
周刊ABBA的女记者，矢野的未婚妻。曾採訪本鄉，寫了一篇關於水的結晶的研究，同時在寫關於怪人的報導。
矢野克彦（矢野克彦，高野八誠飾）香港配音：李家傑
周刊ABBA的记者，明日香的未婚夫。與明日香一起追查怪人和失蹤事件的途中看見蜘蛛怪人，並被其滅口。
三田村晴彦（三田村晴彦，瑛士飾）香港配音：蔡忠衛
綠山總合病院長期入院的少年。因為一直沒有人探望自己而自暴自棄，更一度自殺。在劇中時間一年前，遇見美代子並發現生存的意義，決心要為她而康復，然後再次約會。被修卡選中，提供治好他的機會，實際上是將他改造成眼鏡蛇怪人，完成最後一次改造前在基地的島上埋下種子，種下美代子送他的花朵，與美代子許下一年後再回到那裡看花的承諾。初登場時與蛇怪人追殺被認定背叛修卡的一文字，但被本鄉救走。最後在本鄉和一文字闖入修卡大本營時被本鄉殺死，臨死前看見開了的花朵，回想起當時的約定，把花朵插在她的屍體旁，說了「謝謝」後死去。
原田美代子（原田美代子，小林涼子飾）香港配音：劉惠雲
突然在晴彥面前出現的少女。在劇中時點一年前，自稱義工，送花和頸巾給晴彥並帶他去外面遊玩。實際上是在隔壁病房，入院時間比晴彥更長，病情更嚴重的病人。與晴彥一樣，沒有人探望的病人。被修卡選中，提供治好的她機會，實際上是將她改造成蛇怪人，完成最後一次改造前在基地的島上，與晴彥許下一年後再回到那裡看花的承諾。初登場時與眼鏡蛇怪人追殺被認定背叛修卡的一文字，但被本鄉救走。最後在本鄉和一文字闖入修卡大本營時被一文字殺死。
立花藤兵卫（立花藤兵衛，宮内洋飾）香港配音：羅偉亮
本乡的机车师傅。教曉本鄉有失必有得的道理。

## 假面骑士

### 假面骑士1号
| 身高：     | 187 cm      | 体重：   | 74 kg   |
| 行动速度： | 100 m / 5 s | 跳跃力： | 15.30 m |
| 拳力：     | 3 t         | 腿力：   | 10 t    |
| 骑士踢：   | 30 t        |          |         |

本體為本乡猛，代號“Hopper”。是個有着蝗虫能力的改造人，擁有強韌的肉體，怪力身手和如蝗蟲般驚人的腳踢力和跳躍能力。
擅長一邊承受對方的攻擊，一邊尋找突破對方攻擊空隙，然後藉此進行強烈的反擊。
在和一文字的初戰中，本鄉一開始也是被一文字的猛攻壓制著，但總算是承受了過來，最後尋找出對方的空隙反擊而功地讓對方身負重傷。
目前是組織中唯一“意外成功”所製作出來的完美改造人，即使不進行定期輸血身上也不會有任何排斥反應。

### 假面骑士2号
| 身高：     | 182 cm        | 体重：   | 71 kg |
| 行动速度： | 100 m / 5.2 s | 跳跃力： | 15 m  |
| 拳力：     | 3 t           | 腿力：   | 10 t  |
| 骑士踢：   | 30 t          |          |       |

本體為一文字隼人。是修卡針對“Hopper”本鄉猛所派出的最強殺手。
身上穿着和一號同樣的蝗蟲造型戰鬥服和頭盔，
是繼本鄉猛出場後，第二個有着蝗虫能力的改造人。
雖然劇中比本鄉猛更遲出場而被冠上“二號”之名，
但在修卡中卻是比本鄉猛更早被改造的對象。
而劇中，也並沒有特別明確區分二人為“一號”或“二號”的場景劇情。
戰鬥風格是以技巧和強勁的攻擊着稱。並擅長使用以動作玩弄對手的戰術。
可以看出他比本鄉猛更習慣戰鬥。
但由於不是完美改造人，所以有著和一般改造人一樣，
如不定期進行輸血，身上就會出現嚴重排斥反應的通病。
隨著時間的新增，排斥反應發生的間隔也越來越短，故事的結尾也因為這個原因而產生了很多空隙。

## 登场怪人

### 蜘蛛怪人
| 身高： | 178 cm | 体重： | 69 kg |

出租车司机穿着有蜘蛛能力的特殊强化服变身。能喷射粘着力强劲的丝线来封锁住对手的行动。效忠于修卡，负责排除敌对、妨碍修卡的人。

### 蝙蝠怪人
| 身高： | 190 cm | 体重： | 71 kg |

披风男穿着有蝙蝠能力特殊强化服的变身。具有飞行能力，可隐身于黑暗。担任挑选改造实验体并捕获的任务。

### 眼镜蛇怪人
| 身高： | 178 cm | 体重： | 69 kg |

穿着眼镜蛇能力的特殊强化服变身。拥有灵敏的嗅觉，可以在垂直的墙壁上爬行。使用毒牙向背叛者处刑。

### 蛇怪人
| 身高： | 168 cm | 体重： | 47 kg |

女性怪人，穿着蛇能力的特殊强化服变身。凭借其柔软的身体使得一手蛇拳。武器是头盔后的蛇鞭。担任对背叛修卡者的处刑任务。

### 修卡战斗员
穿着拥有常人3倍运动能力的战斗服。听从怪人指挥，集体行动。

## 主题曲
〈Bright! Our Future〉
- 作詞：ISSA
- 作曲：ISSA/YUKINARI
- 演唱：Da Pump

## 备注
1. ↑  高野八誠曾出演《假面骑士龙骑》中的手塚海之。
2. ↑  宮内洋曾主演《假面骑士V3》主角风见志郎。